# Richard Feldtkeller
Richard Feldtkeller (* 26. Januar 1901 in Merseburg; † 5. Dezember 1981 in Stuttgart) war ein deutscher Physiker und Elektrotechniker. Er ist durch zahlreiche wissenschaftliche Arbeiten zu Themengebieten der Nachrichtentechnik, wie Vierpoltheorie, Siebschaltungstechnik, Übertragungstechnik, Funktechnik und Rundfunktechnik, Elektroakustik und Optik in Erscheinung getreten und wurde mit zahlreichen Medaillen, Ehrendoktorwürden und Ehrenmitgliedschaften ausgezeichnet. Einige seiner Bücher wurden zu Standardwerken der Nachrichtentechnik.

## Beruflicher Werdegang
1924 beendete Richard Feldtkeller sein Studium der Physik an der Universität Halle mit der Promotion (über das Thema Die Störströme bei quantitativen Messungen mit dem Hochfrequenzverstärker) und begann in Berlin seine Tätigkeit am Forschungslaboratorium der Firma Siemens. Zu seinem Aufgabenbereich gehörte die Grundlagenforschung der Fernsprechtechnik und der noch neuen drahtlosen Nachrichten- und Übertragungstechnik. 1936 folgte Feldtkeller einem Ruf an die Technische Hochschule Stuttgart. Hier lehrte und forschte er bis 1966 als ordentlicher Professor und Direktor des Instituts für elektrische Nachrichtentechnik. In dieser Zeit betreute er rund 60 Dissertationen, und viele seiner Doktoranden haben später ebenfalls Lehrstühle an Hochschulen übernommen. Seit 1962 war er ordentliches Mitglied der Heidelberger Akademie der Wissenschaften.
Zu Feldtkellers Studenten gehörte der Computerpionier Heinz Zemanek, welcher unter Feldtkellers Aufsicht 1943/44 die Diplomarbeit Über die Erzeugung von kurzen Impulsen aus einer Sinusschwingung verfasste.

## Auszeichnungen
- 1966: Philipp-Reis-Plakette[3]
- 1966: VDE-Ehrenring[4]